# Bitis rubida
Espèce
Bitis rubida est une espèce de serpents de la famille des Viperidae. 

## Répartition
Cette espèce est endémique de la province de Cap-Occidental en Afrique du Sud.

## Description
Bitis rubida mesure jusqu'à 38 cm pour les mâles et jusqu'à 42 cm pour les femelles. C'est un serpent venimeux.

## Étymologie
Son nom d'espèce, du latin rŭbĭdus, « rouge foncé, brun rouge », lui a été donné en référence à sa coloration générale.

## Publication originale
- Branch, 1997 : A new adder (Bitis; Viperidae) from the Western Cape Province, South Africa. South African Journal of Zoology, vol. 32, no 2, p. 37-42 (texte intégral).